# Cespedezia
Cespedezia là một chi thực vật có hoa trong họ Ochnaceae.

## Loài
Chi Cespedezia gồm các loài: